# Aleksander Rowiński
Aleksander Rowiński (ur. 9 marca 1931 w Częstochowie, zm. 20 listopada 2021 w Inowrocławiu) – polski pisarz, wydawca, autor reportaży.

## Życiorys
Absolwent IV Liceum Ogólnokształcącego im. Henryka Sienkiewicza w Częstochowie (1950), następnie dziennikarstwa na UW (1953). W 1954–1957 dziennikarz „Dziennika Zachodniego”, później autor tekstów dla pism: „Po prostu”, „Przemiany”, „Perspektywy”, „Prawo i Życie”, „Życie Literackie”, „Kultura”. W latach 1955–1963 członek Klubu Krzywego Koła. Od 1961 członek Stowarzyszenia Dziennikarzy Polskich (SDP). Od 1975 członek Związku Literatów Polskich (ZLP), a w latach 1990–1998 członek Prezydium Zarządu Głównego ZLP. Pomysłodawca i współredaktor książkowej serii Ekspress reporterów, w latach 1982–1983 redaktor naczelny pisma „Przegląd Tygodniowy”, później związał się jeszcze z miesięcznikiem „Kontrasty”. Od 1987 organizował wydawnictwo Oficyna Literatów „Rój”. Wydawał i był redaktorem naczelnym pokładowego pisma Polskich Linii Lotniczych LOT „Kaleidoscope”.
Popularność przyniosły mu książki reportażowe: Zygielbojma śmierć i życie, biografia żydowskiego bohatera Szmula Zygielbojma , Dreszczowce zamku Dunajec, Przeklęte łzy słońca, Pod klątwą kapłanów. Skarb Inków ukryty nad Dunajcem – o kipu odnalezionym w 1946 r. na zamku w Niedzicy oraz Pan Zagłoba poświęcona najbarwniejszej postaci Trylogii Henryka Sienkiewicza.
Autor scenariuszy do filmów: Krótkie życie (1976), Inkowie w Polsce (2005). W 2007, wraz ze swoją partnerką Joanną Pogórską, ufundował Votum Aleksa, drewniany budynek w formie niekonsekrowanej kaplicy, jako prywatny dar wotywny w podziękowaniu za wyzdrowienie żony. Był ojcem Lecha Rowińskiego, architekta, który wraz Martą Rowińską zaprojektował budynek Votum Aleksa.
Laureat m.in. nagrody im. Witolda Hulewicza.
Pochowany na cmentarzu parafialnym w Wildze.

## Twórczość
- Pod biało-czerwoną banderą (1966)
- Anioły Warszawy (1969)
- Świat się kończy (1972)
- W lepszym towarzystwie (1975)
- Szpakami karmieni (1978, razem ze Stefanem Kozickim)
- Tamci żołnierze (1979)
- Cofnij wskazówkę zegara (1980)
- Otruć czy pokochać (1985, wydanej pod pseudonimem Alex Rovin).
- Dreszczowce zamku Dunajec (2004)
- Opowieści pana Franciszka i o panu Franciszku (2005)
- Przeklęte łzy słońca (2006)
- Pan Zagłoba (1999)
- Zygielbojma śmierć i życie (2000, 2004)

źródło